# خاندان فوجیوارای شمالی
فوجیوارای شمالی، خاندان اوشو فوجیوارا (به ژاپنی: 奥州藤原氏 Ōshū Fujiwara-shi) یک خاندان کوگه (اشرافی) در ناحیه توهوکو در شمال هونشو در طی قرن دوازدهم بود.